# Joop Wille
Arie Vermeer (Haarlem, 16 de septiembre de 1920 - Haarlem, 16 de enero de 2009) fue un futbolista profesional neerlandés que jugaba en la demarcación de portero.

## Clubes
| Club    | País         | Año       | Partidos |
| ------- | ------------ | --------- | -------- |
| EDO HFC | Países Bajos | 1938–1950 |          |
| Club    | País         | Año       | Partidos |
| HFC EDO | Países Bajos | 1938–1950 |          |
| RCH     | Países Bajos | 1950–1954 |          |